# 隆斯勒索涅站
隆斯勒索涅站是法国的一个铁路车站，位于法国东部城市，汝拉省省会隆斯勒索涅。

## 位置
隆斯勒索涅站位于隆斯勒索涅市区的南部，站址位于穆沙尔－布雷斯堡铁路441.683公里处，车站大致呈东西走向，正门开口朝北，南侧亦可进出。车站南北两侧均设有停车场。

## 站台设置
| 北↑ |      |             | 主站房        |
|     | 侧式 |             |               |
| A道 |      |             | 贝桑松方向→   |
| B道 |      |             | ←布雷斯堡方向 |
|     | 岛式 |             |               |
| C道 |      | 始发/终到线 |               |
|     |      | 存车线      |               |
| 南↓ |      |             |               |

## 线路
隆斯勒索涅站位于贝桑松—里昂一线的铁路线上，该铁路已完成电气化，满足TGV列车的行驶需求。在2018年12月以前，隆斯勒索涅站每天停靠1班往返于斯特拉斯堡和马赛的TGV列车，后者因里昂帕尔迪厄站施工而停运。
隆斯勒索涅站没有前往巴黎及法兰西岛的直达列车。乘客可乘坐TER列车前往布雷斯堡站或贝桑松维奥特站转乘TGV前往。

## 停靠线路
以下列车线路在隆斯勒索涅站停靠：
| 隆斯勒索涅站列车线路表      |      |                              |                          |              |
| 线路                        | 车种 | 上一站                       | 下一站                   | 大致运行频率 |
| 贝尔福/贝桑松/隆斯—里昂     | TER  | 波利尼/东布兰瓦德尔/（起点） | 库桑斯/圣阿穆尔          | 每天6趟左右  |
| 贝尔福/贝桑松—隆斯/布雷斯堡 | TER  | 波利尼/东布兰瓦德尔          | （终点）/库桑斯/圣阿穆尔 | 每天3~9趟    |
| 1.                          |      |                              |                          |              |

## 配套交通

### 长途客运
隆斯勒索涅站对应的大巴车上下车地点位于车站北侧，出站后右转即可看见。
| 停靠隆斯勒索涅站的大巴车 |                       | |
| 上下车地点               | 运营单位              | 主要目的地 |
| 隆斯勒索涅站             | 汝拉省城际客运 Jurago | LR301 塞利耶尔 · 塔桑涅尔 · 勒代绍 · 多勒（火车站） LR302 阿尔来 · 芒特里 · 图卢兹勒沙托 · 塞利耶尔 · 塔桑涅尔 · 勒代绍 · 帕尔塞 · 多勒（火车站） LR304 索尔讷河畔梅西亚 · 热万热 · 瑟桑塞 · 松内特谷 · 奥尔巴尼亚 · 圣阿涅斯 · 松内特谷 · 库唐斯 · 迈纳勒 · 库唐斯 · 圣阿穆尔 · 布雷斯堡 LR307 佩里尼 · 孔列日 · 奥尔热莱 · 沙希亚 · 穆瓦朗 · 维拉尔代里阿 · 普拉 · 拉旺 · 圣克洛德 · 火车站 LR309 孔列日 · 清牛湖 · 上边讷 · 莫雷站 LR317 蒙莫罗 · 库尔朗 · 拉尔诺 · 布勒特朗 · 勒朗 · 科默奈伊 · 绍桑 LR319 蒙坦 · 拉维尼 · 勒卢韦罗 · 瓦特尔 |
| 隆斯勒索涅站             | CAR TER               | （当某条铁路线施工或罢工时，SNCF可能会提供途径该线路沿途站点的大巴车） |
| 1. 2. 3.                 |                       | |

### 城市公共交通
| 隆斯勒索涅站附近的市内公共交通线路 |                  | |
| 公交车站名称                       | 位置             | 停靠线路 |
|                                    | 隆斯勒索涅站门口 | 1 山天（Montciel）/火车站（Gare SNCF） ↔ 圣埃克絮佩里初级中学（Collège St-Exupéry） Navette Mancy 剧场（Théâtre）→ 芒西高级中学（Lycée Mancy）→ （每周三早上一班） |
| 1.                                 |                  | |

## 临近车站
| 隆斯勒索涅站（Gare de Lons-le-Saunier） |                      |                   |
| 上行车站                                | 线路                 | 下行车站          |
| 东布兰瓦德尔站 13.1km ←                 | 穆沙尔－布雷斯堡铁路 | 库桑斯站 → 21.6km |
| - 本表仅显示运营中的线路及车站          |                      |                   |